# Gansevoort Las Vegas
Pour les articles homonymes, voir Barbary Coast (homonymie).
Le Barbary Coast était un hôtel-casino de 197 chambres de Las Vegas, situé entre le Flamingo et le Bally's, au 3595 Las Vegas Blvd. South, Las Vegas, Nevada 89109. Il comptait environ 500 machines à sous et une trentaine de tables de jeux. Il fut acheté en juillet 2005 par le groupe Boyd Gaming Corporation puis le céda contre un terrain détenu sur le strip par le groupe Harrah's Entertainment. 
Harrah's devenu le groupe Caesars Entertainment le renomma en mars 2007 Bill's Gambling Hall & Saloon pour évoquer l'ancien thème de la conquête de l'ouest et de San Francisco des années 1890.
En février 2013, il est fermé pour engager une rénovation de 185 millions de dollars. Sa réouverture est prévue en janvier 2014, il portera comme nouveau nom le Gansevoort Las Vegas en référence au célèbre hôtel de Manhattan à New York.
Son futur concept vise à séduire une clientèle fortunée.
Le Gansevoort Las Vegas restera un petit hôtel-casino qui contiendra moins de chambres qu'auparavant, mais davantage de suites haut de gamme. La surface des piscines sera augmentée.
Les anciens restaurants du Bill's Gambling Hall & Saloon étaient : le Drai's, le Michaels et la Victorian room. Le Drai's était aussi une boîte de nuit qui était d'ailleurs la seule de l'établissement. De nouveaux restaurants seront créés au sein du Gansevoort.
Parmi les représentations du Barbary Coast, on trouvait Big Elvis : Pete "Big Elvis" Vallee a été reconnu meilleur sosie d'Elvis en 2006. 3 représentations par jour, 5 jours par semaine.
Il apparaît dans le jeu vidéo Grand Theft Auto: San Andreas sous le nom de « Starfish Casino ».

## Les services de l’hôtel

### Les chambres
- Luxury King
- Deluxe King
- Deluxe 2 Queen
- Luxury 2 Queen
- Parlour Suite
- Boulevard Suite
- Gallery Suite
- The Cromwell Suite